# Bourg-de-Péage
Bourg-de-Péage (in occitano Lo Borg dau Peatge) è un comune francese situato nel dipartimento della Drôme della regione dell'Alvernia-Rodano-Alpi.

## Geografia
Bourg-de-Péage sorge sulla riva sinistra del fiume Isère, a 20 km a nord-est di Valence. Sulla sponda opposta sorge la cittadina di Romans-sur-Isère con la quale forma un unico agglomerato urbano.

## Storia
Le origini dell'abitato odierno affondano al 1033, quando i monaci della collegiata di San Bernardo di Romans costruirono un ponte sull'Isère sul quale veniva riscosso un pedaggio. Gli abitanti dell'attuale Bourg-de-Péage erano esentati dalla tassa salvo nei giorni di fiera.
Nella prima metà del XIX secolo si affermò a Bourg-de-Péage l'industria dei cappelli di feltro, ricavato dal pelo dei conigli domestici. La costruzione della ferrovia nel 1864 favorì l'introduzione del pelo dei conigli australiani. 

## Società

### Evoluzione demografica
Abitanti censiti

## Infrastrutture e trasporti

### Strade
La principale via d'accesso alla città è l'autoroute A49, un raccordo che unisce due delle principali autostrade della regione: la A7 e l'A48.

## Amministrazione

### Gemellaggi
- Mindelheim
- Verbania, dal 1961[1]
- East Grinstead
- Sant Feliu de Guíxols
- Schwaz
- Grand-Mère